# Могилевцев, Иван Георгиевич
Иван Георгиевич Могилевцев (26 сентября 1908 — 15 октября 1964) — советский хозяйственный, государственный и политический деятель, Герой Социалистического Труда.

## Биография
Родился в 1908 году в Ливнах. Член КПСС.
С 1927 года — на хозяйственной, общественной и политической работе. В 1927—1931 гг. — слесарь на заводе имени Петровского. С 1931 года занят на Кузнецком металлургическом комбинате (КМК), работал на нём с американским сталеварами. С 1940 по 1962 — старший мастер печей мартеновского цеха КМК Кемеровского совнархоза, С 1962 по 1964 старший мастер мартеновского цеха Бхилайского металлургического завода в Индии.
Указом Президиума Верховного Совета СССР от 19 июля 1958 года присвоено звание Героя Социалистического Труда с вручением ордена Ленина и золотой медали «Серп и Молот».
Депутат XXI съезда КПСС.
Погиб в автокатастрофе в Индии в 1964 году. Похоронен в Бомбее.
Двое детей и внук работали на Кузнецком металлургическом комбинате.